# Blazno resno zadeti
Blazno resno zadeti je ena izmed mladinskih knjig slovenske pisateljice Dese Muck. V njej je opisala problematiko drog in njene posledice. S knjigo je želela zmanjšati poseganje mladih po nedovoljenih substancah in jih informirati o posledicah uživanja.

## Vsebina
Nekega dne je Desa odšla k psihologinji. Z njo se je hotela pogovoriti o drogah in težavah, ki jih imajo mladi z njimi, ter o tem napisati knjigo. Psihologinja ji je predstavila Žužo, ki je bila stara petnajst let. Sicer Žuža ni zasvojenka, ampak poizkusi vsako drogo, ki ji pride pod roke. Desa ji je dala svojo vizitko, v upanju, da jo bo izgubila, saj ji Žuža ni bila všeč. Naslednji dan je prišla Žuža s svojim prijateljem Dolfijem na obisk h Desi. Ko se je  Desa želela z Žužo pogovoriti, je ta govorila o tobaku. Desa ji je hotela dopovedati, da od tobaka in alkohola hitreje umremo. A Žuža ji je premeteno odgovorila, da bo vsak umrl od nečesa.
Ko je Desa pripravljala kavo, sta Žuža in Dolfi izginila. S seboj pa sta vzela še 2 steklenici viskija. Naslednje jutro se je Žuža vrnila vsa objokana. Povedala je, da so Dolfija in še nekaj njenih prijateljev aretirali, da je ostala sama in da nima kam it. Potem je Žuža pripovedovala o svojih starših, da je oče alkoholik, mami pa je vseeno zanjo. Desa se je hotela prepričati, če to res drži, zato je odšla k psihologinji. Tam je izvedela, da ima Žuža precej bujno domišljijo in da izreče veliko laži, da bi dosegla svoj cilj. Desa Žuže ni srečala, zagledala pa je svojega starega prijatelja Pavleta. Obudila sta nekaj spominov in govorila o težavah mladih.
Nato je Desa skozi okno kavarne zagledala Žužo. Odhitela je ven, da bi se pogovorila z njo, saj je mislila, da ji je Žuža ukradla staro zlato uro. Prišli so tudi policisti in Pavle jim je povedal za uro. Načelnik je bil vesel, saj je bila to še zadnja stvar, ki so jo potrebovali za to, da spravijo Žužo v popravni dom.
Desa je odšla k Žužinim staršem, kjer je spoznala njenega očeta Mirka, v katerega se je malo zaljubila. Tam pa je spoznala tudi njegovo ženo, ki je rekla, da je najbolje, če Žuža ostane v domu, da ne bo povzročala težav in tavala naokoli. Desa je kmalu ugotovila, da je Žužin oče res alkoholik. Naslednjega dne sta Dolfi in neki drug Žužin prijatelj pripeljala Žužo in Desi povedala, da je Žuža na tripu. To pomeni, da uživa tablete, zaradi katerih človek začne sanjati in delati stvari, ki jih pri zavesti ne bi. Gospa Desa se je odločila, da bo Žužo odpeljala na svoj vikend in jo skrila pred policijo. Ker Žuža tam ni mogla ostati sama, brez cigaret in alkohola, je kmalu prišla nazaj. Tako sta se Desa in njen mož odločila, da Žužo odpeljeta domov in naj se tam dogovorijo, kaj bodo storili z njo. Desa je Žužo pripeljala domov, vendar je kmalu prišel zelo opit Žužin oče in pretepel Deso, Žužo in njeno mamo. Desa je pobegnila domov, Žuža in njena mama pa za njo.
Čez nekaj časa je Žuža pripeljala svojo prijateljico Leno, ki je bila zasvojena. Tako je začela Lena razlagati Desi, kako se je ona začela drogirati in da namerava nehati. Zaradi abstinenčne krize sta jo zaprli v klet, da ne bi odšla po novo dozo. Nenadoma je v stanovanje prišla množica policistov, ki jih je poklicala Desina soseda. Našli so Leno, mamila in iglo. Policisti so dovolili Desi, da je povedala celo zgodbo, nato pa so odšli.
Minili so trije tedni od tega dogodka. Sedele so za mizo in se pogovarjale o tem, kaj je Desa napisala v svojo knjigo o drogah. Nato sta se poslovili, saj sta želeli pred temo priti do njenega vikenda, kjer se bosta učili za izpite in opravili srednjo šolo. Obe sta se odvadili od drog.

## Internetni viri
- O pisateljici Arhivirano 2008-12-02 na Wayback Machine.